# Nålen
Nålen är en ö i Finland.   Den ligger i kommunen Raseborg i den ekonomiska regionen  Raseborg  och landskapet Nyland, i den södra delen av landet, 100 km väster om huvudstaden Helsingfors. Arean är 0,42 kvadratkilometer.
Terrängen på Nålen är platt. Öns högsta punkt är 47 meter över havet. Den sträcker sig 1,2 kilometer i nord-sydlig riktning, och 0,6 kilometer i öst-västlig riktning.  I omgivningarna runt Nålen växer i huvudsak barrskog.